# Jesse Plemons
Jesse Lon Plemons (ur. 2 kwietnia 1988 w Dallas) – amerykański aktor filmowy i telewizyjny.

## Życiorys
W 2007 uzyskał dyplom ukończenia szkoły średniej Texas Tech University Independent School District w systemie d-learningu. Debiutował jako aktor dziecięcy pod koniec lat 90. Grywał epizodyczne role w różnych produkcjach, występował okazjonalnie w pojedynczych odcinkach seriali telewizyjnych. W 2006 otrzymał jedną z głównych ról w produkowanym przez NBC serialu młodzieżowym Friday Night Lights, w którym wcielił się w postać Landry’ego Clarke’a. W 2012 został obsadzony jako Todd Alquist w finałowym sezonie Breaking Bad. Wystąpił także w drugoplanowych rolach w Battleship: Bitwa o Ziemię, Mistrzu, miniserialu Olive Kitteridge, zaś w 2015 dołączył do obsady drugiego sezonu Fargo.
Drugoplanowa rola w westernowym dramacie Jane Campion Psie pazury z 2021 przyniosła mu nominację do Oscara.
Za występ w Rodzajach życzliwości Jorgosa Lantimosa w 2024 zdobył nagrodę dla najlepszego aktora na 77. MFF w Cannes.

## Życie prywatne
Został partnerem życiowym Kirsten Dunst, z którą ma dwóch synów. Para zawarła związek małżeński w 2022.

## Filmografia
- 1998: Finding North
- 1999: Luz Blues
- 2000: Rącze konie
- 2000: Strażnik Teksasu
- 2001: Sabrina, nastoletnia czarownica
- 2002: Children on Their Birthdays
- 2002: Magiczne buty
- 2003: Potyczki Amy
- 2003: The Failures
- 2003: When Zachary Beaver Came to Town
- 2004: CSI: Kryminalne zagadki Las Vegas
- 2004: Huff
- 2006: Agenci NCIS
- 2006: Chirurdzy
- 2006: Friday Night Lights
- 2008: Happiness Runs
- 2008: Latający chłopcy
- 2009: Dowody zbrodni
- 2009: Całe życie z wariatami
- 2009: Złap, zakapuj, zabłyśnij
- 2010: Meeting Spencer
- 2011: Paul
- 2012: Battleship: Bitwa o Ziemię
- 2012: Breaking Bad
- 2012: Mistrz
- 2014: Olive Kitteridge
- 2014: The Homesman
- 2015: Pakt z diabłem
- 2015: Fargo
- 2016: Other People
- 2017: Czwarta władza
- 2017: Czarne lustro
- 2017: Odkrycie
- 2017: Barry Seal: Król przemytu
- 2017: Hostiles
- 2017: No Activity
- 2018: Vice
- 2018: Wieczór gier
- 2019: Irlandczyk
- 2019: El Camino: Film Breaking Bad
- 2021: Wyprawa do dżungli
- 2021: Psie pazury
- 2022: Prezent od losu
- 2024: Civil War
- 2024: Rodzaje życzliwości
- 2026: Igrzyska śmierci: Wschód słońca w dniu dożynek